# Mitu salvini
Mitu salvini е вид птица от семейство Cracidae.

## Разпространение
Видът е разпространен в Еквадор, Колумбия и Перу.